# José Luis Cancho
José Luis Cancho Beltrán (Valladolid, 1952) es un escritor español. Ganó el Premio de la Crítica de Castilla y León en 2018 con su obra autobiográfica Los refugios de la memoria. Fue un activo militante antifranquista en su ciudad Valladolid.

## Biografía
Nació en Valladolid en 1952.
Comprometido en la lucha estudiantil antifranquista, con 16 años viajó por distintas ciudades de Europa (París, Londres...), donde contactó con jóvenes comunistas que habían participado en las revueltas de mayo del 68. A su vuelta a España se involucró en la militancia activa y fue detenido por la policía por primera vez a los 17 años.
José Luis Cancho militó en el Partido Comunista de España (internacional), que años después adoptó el nombre de Partido del Trabajo de España. Entró en la Universidad de Valladolid a estudiar Magisterio. De los diecisiete a los veintitrés años estuvo volcado en la causa política y fue detenido en numerosas ocasiones.
En enero de 1974, después de haber sido detenido y torturado en los interrogatorios por miembros de la Brigada Político-Social, José Luis Cancho, en un episodio similar al que costó la vida al estudiante Enrique Ruano en 1969, cayó desde una de las ventanas del tercer piso de la Jefatura de Policía de Valladolid, pero a diferencia de Ruano logró sobrevivir. «Me tiraron porque pensaban que me habían matado. Pero lo curioso fue que no solo no me habían matado, sino que tampoco me mataron cuando me tiraron», declaró a la prensa años después. Esta experiencia marcó profundamente la concepción de la vida y la posterior obra del autor. Según el parte médico ingresó en el hospital con «amnesia temporal, múltiples contusiones craneales, con las mandíbulas derecha e izquierda rotas y con las dos piernas rotas, una de las cuales, la izquierda, le tuvo que ser acortada en cuatro centímetros».
Estando en prisión tuvo la valentía de denunciar los hechos y presentar una querella contra cinco agentes de Policía por presuntos delitos de asesinato frustrado y lesiones graves. En noviembre de 1976 la Audiencia de Valladolid procesó a cuatro de los policías pero el juicio nunca se celebró porque los acusados se beneficiaron de la Ley de Amnistía de 1977.
Tras la muerte de Franco y su salida de prisión, siguió con la intensa actividad política hasta que abandonó la militancia en el Partido. Después se instaló en Irún para trabajar como maestro.
En 1979 fundó junto a otros compañeros en San Sebastián la revista Caballo Canalla a la Calle, donde publicó sus primeros relatos y poemas. Desaparecida la anterior tras cuatro números, fundó junto a Miguel Casado la revista Los infolios, con sede en Valladolid y Fuenterrabía.
A mediados de los ochenta dejó la enseñanza y se dedicó a viajar, principalmente por Latinoamérica.
De vuelta a España en los noventa, tras un tiempo en el que vivió de trabajos esporádicos, comenzó a dedicarse plenamente a la escritura. Se estableció en Pasajes y publicó su primera novela, El viajero junto al mar (1999), a la que siguieron Grietas (2001) e Indicios (2004). El conjunto constituye una trilogía de la memoria en la que el autor explora algunos de sus temas recurrentes: la condición de viajero, el mar, la cárcel, la infancia y juventud, el poder de evocación de los sentidos, el desarraigo, la pérdida, etc.

En 2013 publicó su cuarta novela, Lento proceso, en la que en clave quizá más abiertamente autobiográfica explora su propio trabajo de creación. El protagonista del libro se retira a un hotel vacío frente a una playa desierta, para dedicarse a contemplar y a reflexionar, en un proceso lento que lo irá acercando a la escritura. Los recuerdos, el conocimiento de uno mismo, las lecturas que lo han acompañado a lo largo de los años (Tanizaki, Werner Herzog, Janet Frame, Dostoyevski, Thomas Mann, Peter Handke, etc.), el presente, todo ello irá conformando su obra.

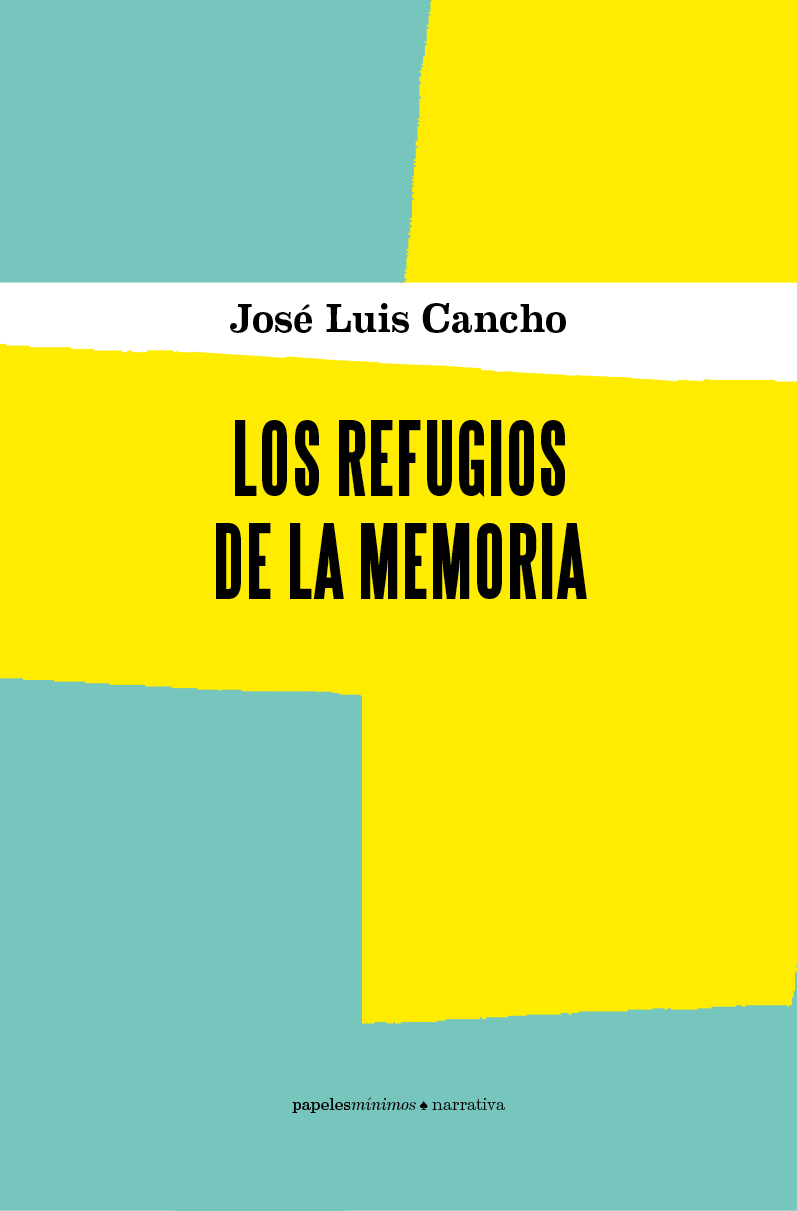
Sobrecubierta obra de Imanol Bértolo, editor de [http://papelesminimos.com Papeles Mínimos

En 2017 publicó su novela autobiográfica, Los refugios de la memoria, en la que hace balance de su vida. De extensión breve, es un libro de una gran intensidad literaria. En él, José Luis Cancho rinde cuentas con su pasado y su presente, de una manera directa y valiente. Repasa su trayectoria vital, reflexiona sobre la misma y se autorretrata intercalando textos con un estilo que recuerda al Édouard Levé de Autorretrato. Pero fundamentalmente el libro trata de la escritura: la escritura como refugio y como aceptación de la propia vida, por medio de la distancia que proporciona el escribirla.
Los refugios de la memoria pretende ser el testamento literario de José Luis Cancho, una obra que como señala Eduardo Laporte en su reseña del libro —haciendo referencia a lo que dice Sánchez Ostiz sobre la literatura autobiográfica que se pretende honesta y verdadera—, cumple con el requisito de tener detrás «un proyecto de vida, una vida a secas que merezca la pena ser contada. Un combate con uno mismo, una pesquisa del sentido de la propia vida». Con esta obra ganó el Premio de la Crítica de Castilla y León en 2018, ex aequo con Ángel Vallecillo. En 2020 fue traducida y publicada en italiano como I rifugi della memoria por Arkadia Editore.
En 2020 publicó su primer poemario titulado Cuaderno de invierno.
En 2025 publicó su primer diario titulado El murmullo de los otros.
José Luis Cancho reside actualmente en San Sebastián.

## Obra

### Novela
- El viajero junto al mar (Dossoles, Burgos, 1999)
- Grietas (DVD ediciones, Barcelona, 2001)
- Indicios (DVD ediciones, Barcelona, 2004)
- Lento proceso (Papeles Mínimos Ediciones, Madrid, 2013).[13]

### Autobiografía
- Los refugios de la memoria (Papeles Mínimos Ediciones, Madrid, 2017)[14]

### Poesía
- Cuaderno de invierno (Papeles Mínimos Ediciones, Madrid, 2020)[11]

### Diarios
- El murmullo de los otros (Papeles Mínimos Ediciones, Madrid, 2025)[12]

## Premios
| Predecesor: José Manuel de la Huerga | Premio de la Crítica de Castilla y León 2018 | Sucesor: Tomás Sánchez Santiago |